# Occhi profondi
Occhi profondi è un singolo della cantautrice italiana Emma, pubblicato il 19 giugno 2015 come primo estratto dal quarto album in studio Adesso.

## Descrizione
Annunciato il 18 giugno 2015, Occhi profondi è stato composto da Ermal Meta e da Dardust e missato presso gli Abbey Road Studios di Londra. Riguardo al singolo, la cantante stessa lo ha presentato con il seguente comunicato:

## Accoglienza
Alessandro Alicanti di Panorama ha affermato che sebbene l'introduzione «lascia un po' spiazzati» a causa della chitarra e delle strofe parlate, il brano «come una mina esplode in un ritornello ipnotico». Alicanti riporta che la voce di Marrone esprime «il peso della sua verità come un macigno» in un brano che «non è consolante» ma che «ti mette difronte alla tua verità». Oriana Meo di All Music Italia definisce il ritornello di Occhi profondi «energico e d'impatto», con l'artista che esprime a pieno il sentimento della rabbia.
Il 7 giugno 2016, in occasione dei Wind Music Awards 2016, Occhi profondi è stato premiato nella categoria Singolo Platino.

## Video musicale
Il video, reso disponibile il 19 giugno attraverso il canale YouTube ufficiale della cantante, è stato diretto da Luigi Antonini e Giuliano Peparini.

## Tracce
Testi e musiche di Ermal Meta e Dario Faini.
1. Occhi profondi – 3:08

## Classifiche

### Classifiche settimanali
| Classifica (2015) | Posizione massima |
| ----------------- | ----------------- |
| Italia            | 13                |

### Classifiche di fine anno
| Classifica (2015) | Posizione |
| ----------------- | --------- |
| Italia            | 81        |